# The Insidious Lie
The Insidious Lie är ett album av Craig's Brother som gavs ut 2011.

## Låtlista
1. "Freedom" – 2:12
2. "Mistake of Caring" – 3:51
3. "Thousand Yard Stare" – 4:03
4. "Klamath Falls" – 3:38
5. "Insidious Lie" – 3:31
6. "Party Girl" – 3:14
7. "Closure" – 3:14
8. "Fallen" – 3:13
9. "Adeline" - 3:29
10. "The Problem Oo Evil" - 3:41
11. "The Aaronic Blessing (Peace on Earth)" - 5:15